# Le Code de l’horreur
Le Code de l’horreur – piąty studyjny album francuskiego rapera Rohffa. Został wydany 18 grudnia, 2008 roku. Singlami promującymi tę kompozycję były utwory: "Rap Game", "La Grande Classe" i "Paris".

## Lista utworów
Opracowano na podstawie źródła.
1. Rap Game (produkcja: Gee Futuristic) - 4:26
2. J'arrive (produkcja: Jonathan Rotem) - 3:26
3. L' Expression Du Malaise - (produkcja: Cannibal Smith) - 4:11
4. K-Sos For Life - (produkcja: Big Nas - 4:48
5. Repris De Justesse (produkcja: Koudjo pour Eclipse Time) - 4:39
6. Sans Amour (feat. Speedy, produkcja: Wealstarr) - 4:35
7. Si Seul (feat. Wallen, produkcja: Koudjo pour Eclipse Time) - 5:03
8. Hysteric Love (feat. Amel Bent, produkcja: Jonathan Rotem) - 4:47
9. La Grande Classe (produkcja: Trackdilla) - 4:35
10. Que Pour Les Vrais (produkcja: Blastar pour Scorblaz) - 4:29
11. Paris (produkcja: Koudjo pour Eclipse Time) - 4:26
12. Sévère (produkcja: Trackdilla) - 3:33
13. Rien De Spécial (produkcja: Koudjo pour Eclipse Time) - 4:42
14. Progress (feat. Junior Reid, produkcja: Wealstarr, współproducent: Rohff) - 4:42
15. Pyromane (produkcja: Trackdilla) - 4:38
16. Le Virus (produkcja: Jonathan Rotem) - 4:25
17. Testament (produkcja: Gee Futuristic) - 8:06

Edycja kolekcjonerska "Version Gold"
1. Mal À La Vie (produkcja: Kevin Kay)
2. Comoriano (feat. Salim Ali Amir & Zaïnaba Ahmed, produkcja: Spike Miller)
3. Magnifique (feat. Cassandra)
4. T'Es Refait (produkcja: Big Nas)
5. Classique (Morceau caché de l'album) (produkcja: Big Nas)

## Teledyski
1. "La Grande Classe"
2. "Progress"
3. "Rap Game"
4. "Paris"
5. "Hysteric love"
6. "Sévère"
7. "Repris de justesse"